# Toni Cappellari
Antonio Cappellari, detto Toni (Milano, 1948), è un dirigente sportivo e allenatore di pallacanestro italiano, uno dei dirigenti più vincenti di sempre nella pallacanestro italiana.
È stato sposato con Chiara Guzzonato, cestista che ha giocato anche in nazionale.

## Biografia
È stato allenatore di pallacanestro giovanile (CMB Rho e Istituto Leone XIII), poi ha allenato due anni alla Associazione Sportiva Vicenza, in A femminile (1972-1974) e un anno alla squadra delle Forze Armate Vigna di Valle, in serie B; nel frattempo fece anche da vice di Gianfranco Benvenuti alla nazionale italiana femminile.
Nella stagione 1975-1976 viene quindi ingaggiato dalla Pallacanestro Olimpia Milano come vice di Filippo Faina. Dall'anno successivo, quando Cesare Rubini lascia Milano per diventare dirigente della Federazione Italiana Pallacanestro, Cappellari ne prende il posto come direttore sportivo: rimarrà in questo ruolo per 13 anni consecutivi, dal 1976 al 1989, riuscendo a portare a Milano diversi giocatori provenienti dall'NBA (Mike D'Antoni, Joe Barry Carroll, Antoine Carr, Bob McAdoo) e formando una squadra che, in particolare nelle stagioni con Dan Peterson come allenatore, vinse diversi titoli nazionali e internazionali: cinque scudetti (1981-82, 1984-85, 1985-86, 1986-87, 1988-89), due Coppe dei Campioni (1986-87 e 1987-88), una Coppa Intercontinentale (1987), una Coppa delle Coppe (1975-76), una Coppa Korać (1984-85) e due Coppe Italia (1986 e 1987).
Successivamente è stato general manager e poi presidente della Pallacanestro Varese (rispettivamente 1992-1993 e 1993-1996), vicepresidente della Fortitudo Pallacanestro Bologna (1996-1998, vincendo la Coppa Italia 1998), per poi tornare a Milano come amministratore delegato (1998-1999 e di nuovo 2000-2002).
Nel 2017 è tornato attivo per pochi mesi, venendo assunto a settembre come general manager dalla Pallacanestro Cantù, ma dimettendosi poi a novembre dello stesso anno.
Attualmente è molto vicino alla società femminile di serie A del Pallacanestro Sanga Milano.